# 휴그 비닝
휴그 비닝(Hugh Binning; 1627년 - 1653년 )은 스코틀랜드의 아이어셔의 달브낸에서, 부유한 지주의 아들로 태어났다. 13세에 글래스고 대학교에 입학하여 1646년에 철학석사 학위를 받았다.
1650년에 목회안수를 받아, 고반에서 목회자로 섬겼다.

## 저서
- The Works of the Rev. Hugh Binning.
- A Treatise of Christian Love.
- The Common Principles of Christian Religion.(Edinburgh, 1660)